# Schloss Hasenwinkel

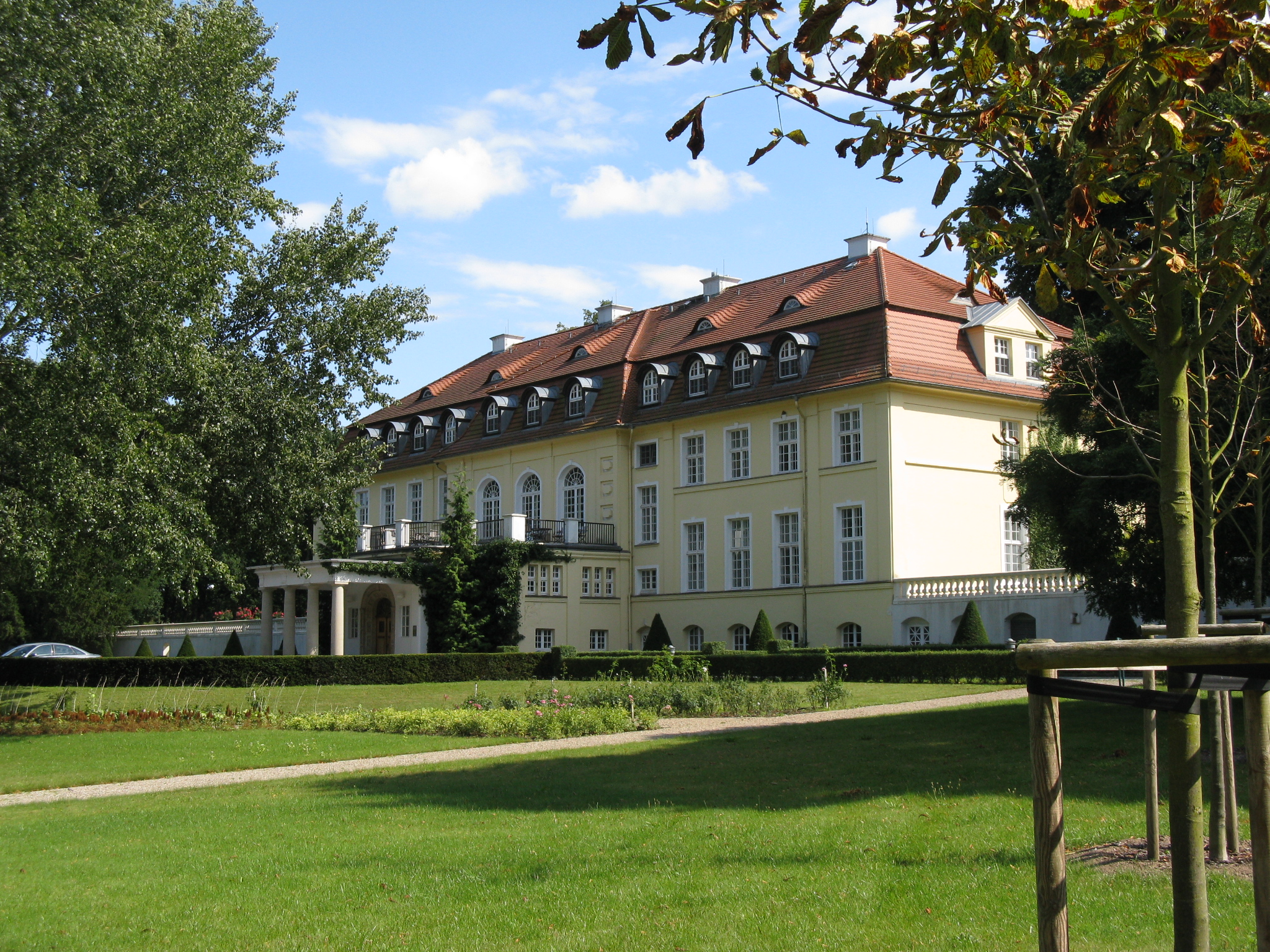
Schloss Hasenwinkel, Front

Schloss Hasenwinkel ist die Bezeichnung eines ehemaligen Gutshauses im Ortsteil Hasenwinkel der Gemeinde Bibow im Landkreis Nordwestmecklenburg. Das 1912 fertiggestellte Gebäude mit dazugehörigem Park dient nach Restaurierung heute als Hotel für Hochzeiten, Tagungen, Veranstaltungen und als Schulungszentrum. Die Gutsanlage mit Gutshaus, Nebengebäuden und Park steht unter Denkmalschutz.

## Anlage und Baugeschichte

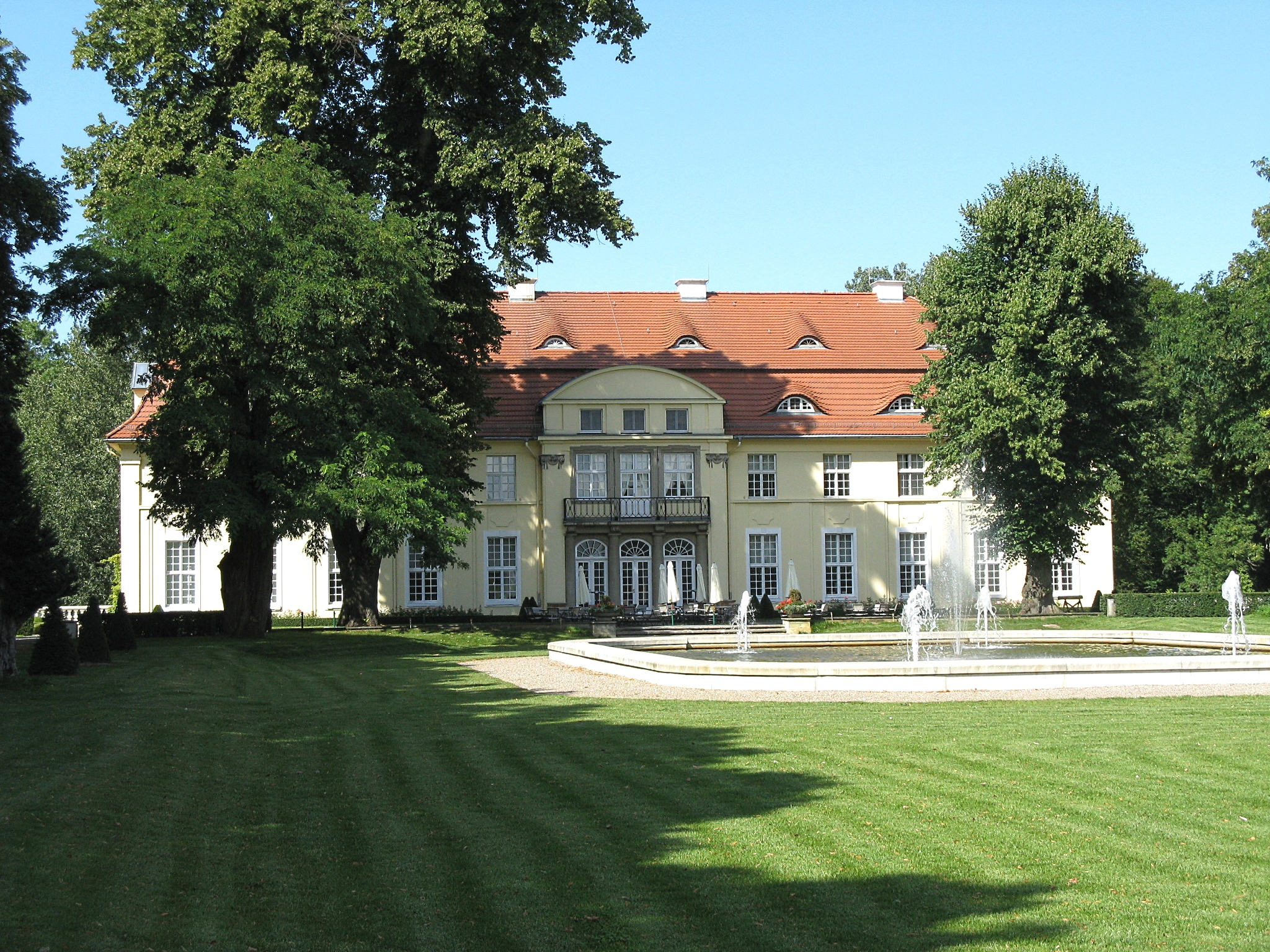
Rückseite des Gebäudes mit Wasserbecken

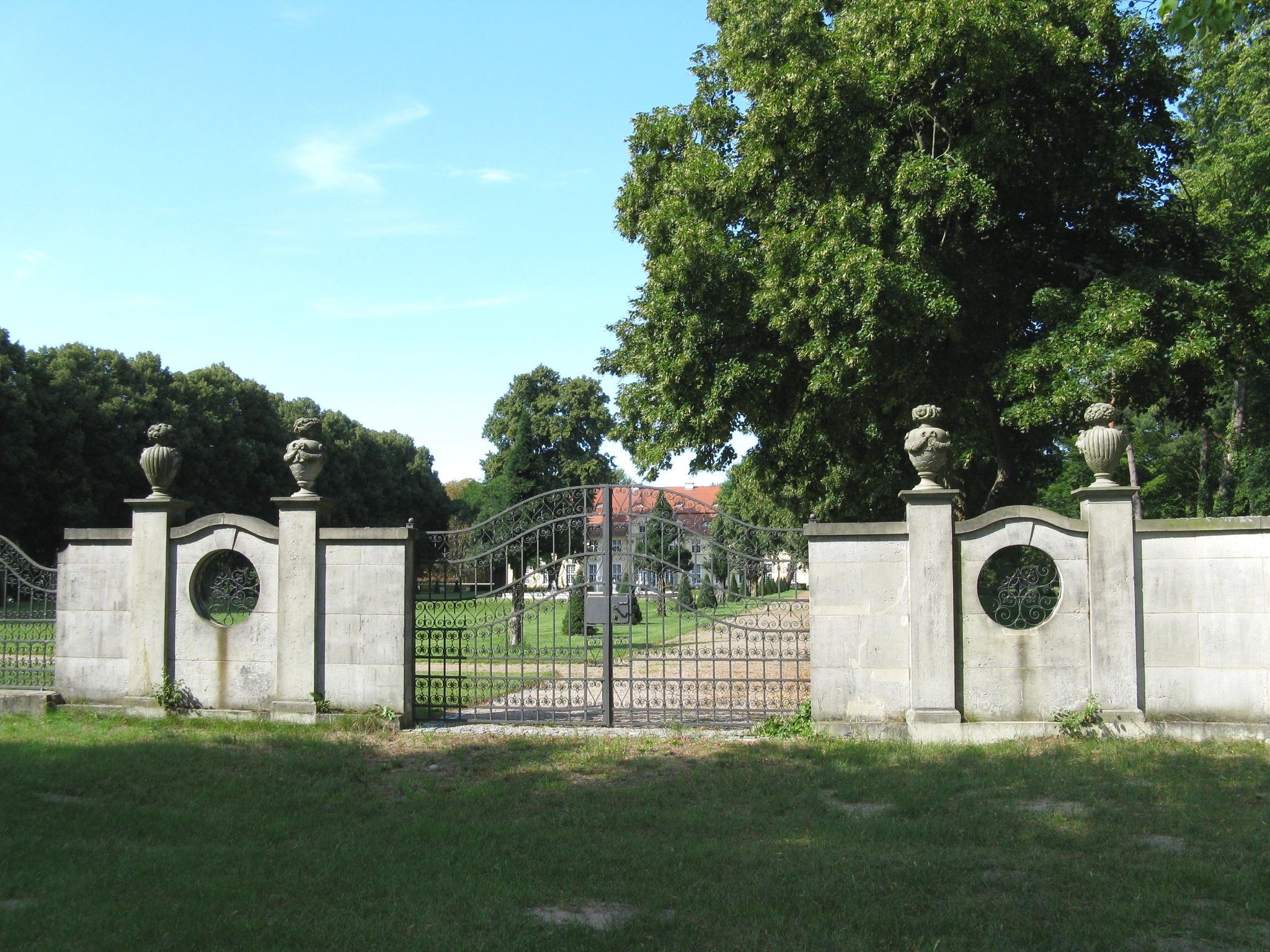
Heute ungenutztes Einfahrtstor

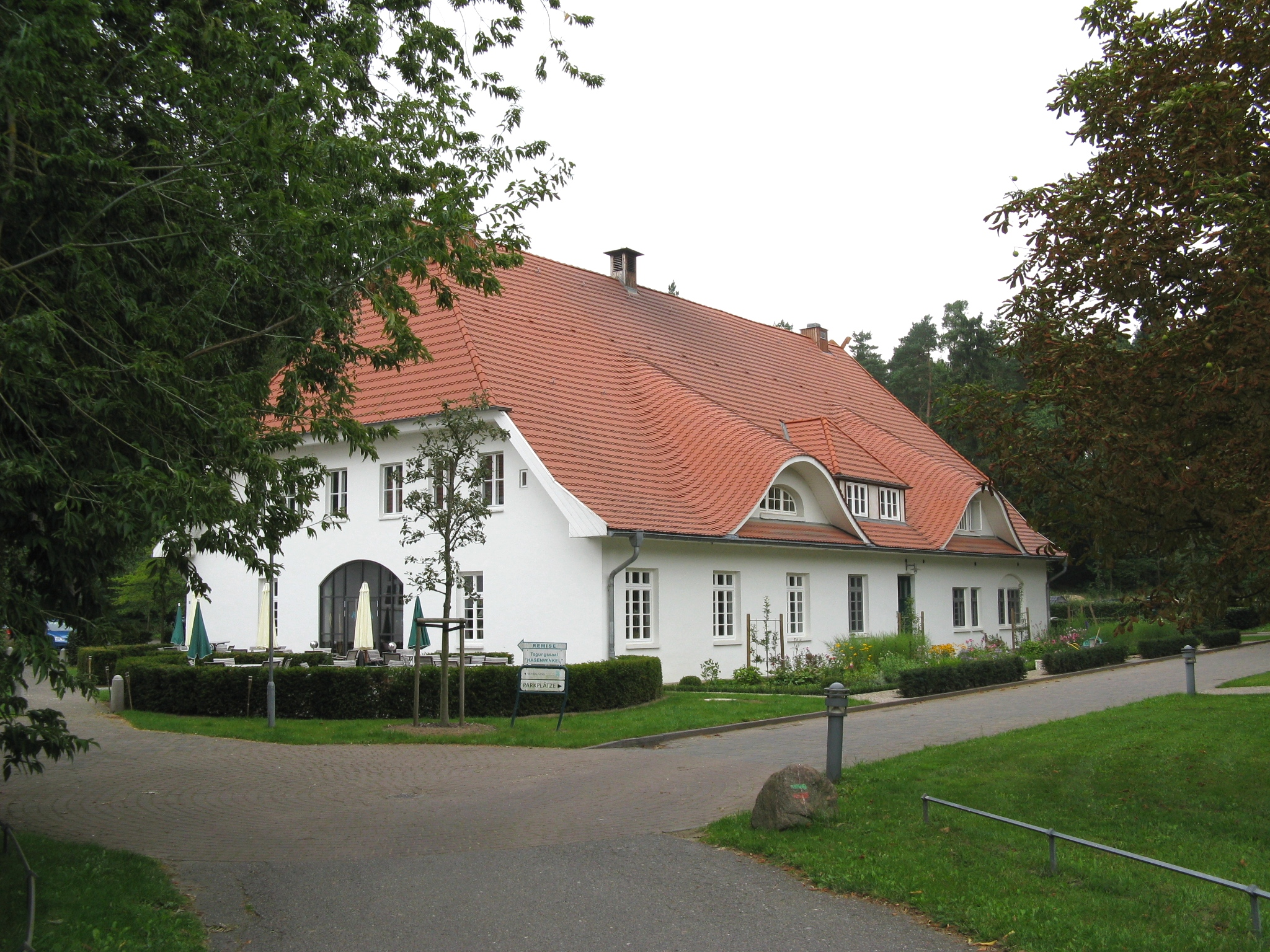
Einer der beiden Marställe

### Gutshaus
Das Gebäude ist ein neubarocker Putzbau mit Mansarddach. Es entstand bis 1912 nach Plänen Paul Korffs. Die Backstein-Außenmauern wurden erst 1927/29 verputzt, im Innern kam Eisenbeton zum Einsatz. Bedingt durch das ansteigende Gelände besitzen die Hauptfassade zwei, die Rückseite drei Geschosse. Beide Fassaden besitzen Mittelrisalite, wobei dieser am Eingang als Altan mit Unterfahrmöglichkeit ausgebildet ist. Die ursprüngliche Raumaufteilung ist erhalten geblieben, Teile der Originalausstattung sind bis heute zu sehen. Im Hauptgeschoss findet sich eine für Korff charakteristische große Halle.

### Park
Die Anlage um das Gutshaus wurde im neubarocken Stil nach Plänen R. Habichs gestaltet. An der Südseite des Geländes zur Dorfstraße hin befinden sich ein Zaun mit Relieffiguren und zwei Toren sowie Alleen als Zufahrt zum Gebäude. An der Rückseite (Südseite) des Haupthauses existiert eine Rasenparterre mit Springbrunnen. An der Ost- und Westseite sind die mit Hecken und weiteren Gewächsen bepflanzten Terrassen durch Balustraden begrenzt. An der Nordseite führt eine weit in den Park reichende Freitreppe zum Haupteingang.

### Nebengebäude
Zu den drei Nebengebäuden gehören ein 1993 errichtetes Gästehaus mit 32 Zimmern und einer Kegelbahn. Die Remise ist ein weiteres Gebäude, welches teilweise als Schulungsgebäude genutzt wird und teilweise Wohnungen für Hausmeister und Auszubildende beherbergt. Das dritte Gebäude, der Marstall wird hauptsächlich als Restaurant für Seminare und Feierlichkeiten aller Art genutzt. Des Weiteren befinden sich im Marstall vier Apartments und Büroräume.

## Geschichte und heutige Nutzung
Das Gutshaus wurde in den Jahren 1908 bis 1912 für den deutsch-russischen Diplomaten Wladimir Schmitz errichtet und 1927 von der Familie Girardet, die in Essen eine Druckerei betrieb, erworben. Auch als das Haus 1942 nach Kauf in den Besitz der Ernst Heinkel Flugzeugwerke überging, behielt die Familie Girardet Wohnrecht. Angesichts der voranschreitenden russischen Armee floh die Familie im April 1945. Anschließend diente das Gutshaus im Mai 1945 als Sitz des sowjetischen Militärstabes und Flüchtlingslager. Nach der Renovierung im Jahr 1948 kam die Landesverwaltungsschule hier unter, 1952 die Fachschule für Staatswissenschaft und von 1970 bis Januar 1990 die Akademie für sozialistische Wirtschaftsführung.
Nach der Wende wurde das ehemalige Herrenhaus Aus- und Weiterbildungszentrum und Modelleinrichtung der Bundesanstalt für Arbeit. Seit Beginn des Jahres 1991 betrieb die Vereinigung der Unternehmensverbände für Mecklenburg-Vorpommern e. V. ein Weiterbildungszentrum. Von September 1993 bis 1996 wurde das Hauptgebäude aufwändig rekonstruiert und umgebaut. Der Eigentümer, der Verband der Metall- und Elektro-Industrie e. V. (Nordmetall), ließ in dieser Zeit ein Gästehaus errichten. Seit April 1996 präsentiert sich die Anlage als Schlosshotel.
Im Schloss Hasenwinkel finden jährlich verschiedene Veranstaltungen für Jugendliche im MINT-Bereich statt, die zur Orientierung in der mathematisch, technischen und informatischen Berufswelt dienen sollen, wie z. B. das Nordmetall Erfindercamp.